# Mittelherwigsdorf
Mittelherwigsdorf település Németországban, azon belül Szászország tartományban. Lakosainak száma 3590 fő (2023. december 31.).

## Népesség
A település népességének változása:
| Lakosok száma | 3637 | 3629 | 3533 | 3610 | 3590 |
|               | 2017 | 2019 | 2021 | 2022 | 2023 |